# TRS-80 MC-10
Il TRS-80 MC-10 è un microcomputer della famiglia di home computer a 8 bit TRS-80.
È stato prodotto dalla Tandy Corporation all'inizio degli anni '80 e venduto attraverso la catena di negozi di elettronica RadioShack. 
Rappresenta una variante a basso costo del TRS-80 Color Computer ed era nato con l'obiettivo di competere con le macchine di fascia bassa come il Commodore VIC-20 e il Sinclair ZX81.
A causa delle sue caratteristiche limitate l'MC-10 fu venduto principalmente come primo computer per imparare la programmazione ma non ebbe successo commerciale.
La sua produzione fu interrotta dopo un anno dalla sua introduzione.
Un clone dell'MC-10, il Matra Alice, fu venduto in Francia dalla Matra e Hachette.

## Descrizione
L'MC-10 è dotato di 4 kB di RAM e di un processore Motorola MC6803 a 8 bit.
È dotato di una porta seriale e ha capacità grafiche simili a quelle del Color Computer.
Include un interprete in linguaggio BASIC in ROM e come dispositivo di memoria di massa utilizza un registratore a cassette. Testo e grafica sono visualizzati sullo schermo televisivo attraverso il modulatore RF.
La produzione dell'MC-10 fu interrotta nel 1984.

## Specifiche
- CPU: Motorola 6803 a 0,89 MHz
- RAM: 4 kB espandibile a 20KB (tramite memory pack)
- ROM: 8 KB (con Micro Color Basic, sviluppato dalla Microsoft)
- VDG: MC6847
- Porte I/O:
  - RS-232C
  - Interfaccia per registratori a cassette (1500 baud)
  - Modulatore RF
  - Interfaccia per espansione di memoria